# Fritz Bilz

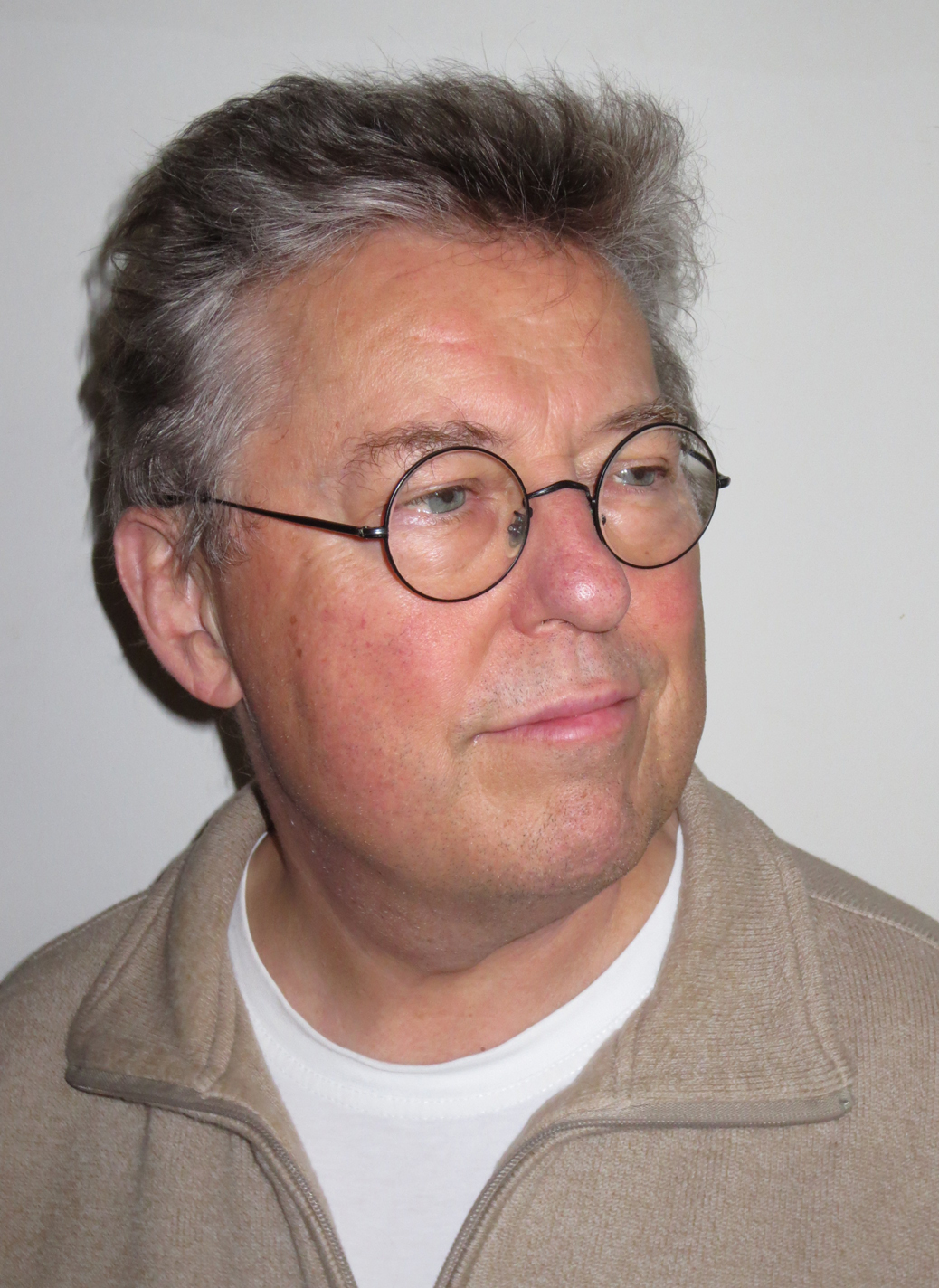
Porträt Fritz Bilz (2012)

Fritz Bilz (Zweiter von links) Rundgang durch Köln-Kalk Mai 2023

Fritz Bilz (* 1944 in Riedenburg) ist ein deutscher Historiker und Publizist. Er arbeitet zudem seit 1985 als Maler und Graphiker.

## Leben
Fritz Bilz lebt seit 1945 im Elternhaus im Kölner Vorort Brück. Er ist als Arbeiterkind aufgewachsen, dem es auf dem Mülheimer Gymnasium nicht leicht gemacht wurde. Er ging nach der Mittleren Reife ab, machte eine Lehre und konnte damit auf die Ingenieursschule gehen. Er arbeitete in verschiedenen Berufen, unter anderem als Packer, Bauhilfsarbeiter, Bauingenieur, Hauptschullehrer, Gewerkschaftssekretär, Geschäftsstellenleiter, Historiker und Publizist. Erst Ende der 1980er Jahre entdeckte er seine Liebe zum Schreiben und schrieb im Rahmen der Werkstatt für Ortsgeschichte Köln-Brück  seine ersten Aufsätze zu geschichtlichen Sachverhalten. Dies vertiefte er durch ein Studium. 1999 schloss er sein Studium der Mittleren und Neuen Geschichte an der Universität zu Köln mit dem Magisterexamen ab. 2007 wurde er dort bei Wolfgang Schieder mit der Arbeit Zwischen Kapelle und Fabrik. Die Sozialgeschichte Kalks von 1850 bis 1910 promoviert. Die sozial- und kulturgeschichtliche Betrachtung befasst sich mit dem heutigen Kölner Stadtteil Kalk, der bis 1910 eine selbständige Stadt war.
Seit 1989 lassen sich neben seinen Monographien über 60 Aufsätze und Miszellen aufzählen, die hauptsächlich das Ergebnis der Geschichtsforschungen von Fritz Bilz darstellen. Schwerpunkte dieser Forschungen sind geschichtliche Sachverhalte aus der Region, insbesondere mit dem Hauptaugenmerk auf die Alltagsgeschichte, die Arbeitergeschichte und den Nationalsozialismus. Bilz kommt aus der Bewegung der Geschichtswerkstätten, die im Rahmen der Neuen Sozialen Bewegungen Anfang der 1980er Jahre entstanden. Der Erforschung und Darstellung der regionalen Geschichte von unten verpflichtet, brachte er sich als Mitbegründer der Geschichtswerkstatt Köln-Brück und der Geschichtswerkstatt Köln-Kalk mit ein und hat sowohl durch entsprechende Publikationen als auch durch eine Vielzahl von Führungen sein Wissen an Interessierte weitergegeben.
Außerdem vermittelt Bilz seit 1988 im Rahmen von bisher über 200 historischen Führungen in den Kölner Vororten Brück, Kalk und Mülheim sowie dem Stadtzentrum auf verständliche Art Geschichte. Seit 2002 führt er auch Grundschul- und Realschulkinder durch die Vororte Brück und Kalk.

## Auszeichnungen
- 1998 wurde Bilz für seine „Verdienste in der landschaftlichen Kulturpflege“ der Rheinlandtaler verliehen.
- 2015 wurde ihm mit dem Ehrenamtspreis KölnEngagiert der Stadt Köln ausgezeichnet.[5]
- 2016 erhielt er den Verdienstorden des Landes Nordrhein-Westfalen.[6]

## Bilz-Stiftung
Als Fritz Bilz nach dem Tode seiner Mutter ihren Nachlass sichtete, fand er ihm bisher unbekannte Sparguthaben und Münzen im Wert von etwa einer halben Million DM. Da ihr Lebensunterhalt gesichert schien, beschloss das Ehepaar
1998 eine gemeinnützige Stiftung zu gründen. Die „Bilz-Stiftung“ zeichnet alljährlich lokale und regionale Institutionen aus, die sich entweder der Völkerverständigung widmen, sich für politisch, rassistisch oder religiös Verfolgte oder gegen Diskriminierung von Minderheiten einsetzen. Der Bilz-Preis ist jährlich mit 5000 € dotiert.
Bisherige Preisträger der Bilz-Stiftung
- 1999 Unterstützerkreis für die von Abschiebung bedrohten Kinder und Jugendlichen, Köln-Bickendorf[9]
- 2000 Jugendclub Courage, Köln-Bickendorf
- 2001 Agisra e.V. Köln[10]
- 2002 wurde der Preis nicht vergeben
- 2003 Campus 15 Lohmar[11]
- 2004 Öffentlichkeit gegen Gewalt e.V.[12]
- 2005 Rom e.V. Köln[13]
- 2006 Bundesverband Information und Beratung für NS Verfolgte e.V.[14]
- 2007 Förderverein Kölner Flüchtlingsrat e.V.[15]
- 2008 Allerweltshaus Köln[16]
- 2009 Lern- und Gedenkort Jawne im Verein EL-DE-Haus[17]
- 2010 Arbeitskreis für das ausländische Kind e.V. Köln[18]
- 2011 Schüler gegen Rechts Köln e.V.[19]
- 2012 Recherche International e.V. Köln[20][21]
- 2013 Verein zur Förderung der Städtepartnerschaft Köln-Wolgograd[22]
- 2015 Friedensbildungswerk Köln e. V.
- 2016 IG Keupstrasse Köln-Mülheim
- 2017 Der Verein Maro Dom
- 2018 Integrationshaus e. V. (Köln-Kalk)
- 2019 M.I.X. (Music International Against Xenophobia), ein Projekt an der Nelson-Mandela-Schule in Köln-Buchheim[23]
- 2020 Kultur-Forum Türkei Deutschland[24]
- 2022 Integrationsagentur des Begegnungszentrums Porz der Synagogen-Gemeinde Köln[25]
- 2023: Coach e.V., Kölner Initiative für Bildung und Integration junger Migranten[26]
- 2024: Stimmen der Solidarität – Mahnwache Köln e.V.[27]

## Werke
- Arbeit, Kampf und Tabaksqualm. Der Kölner Zigarrenarbeiter Peter Gerhard Röser 1814–1865. Hamburg 1995, ISBN 978-3-88756-030-0.
- (gemeinsam mit Beatrix Klein und Klaus Ehlert): Im Prinzip sind wir uns einig. 50 Jahre ÖTV 1964 bis 1996, Düsseldorf 1996.
- Einschnitte. Veränderung der Industriearbeit in Köln-Kalk, Köln 1997, ISBN 978-3-935735-02-5.
- (mit Klaus Schmidt): Das war ´ne heiße Märzenzeit: Revolution im Rheinland 1848/49, Köln 1998, ISBN 978-3-89438-153-0.
- (mit Brigitte Bilz): Diesen Menschen hat man mir totgeschlagen. Briefe aus Gestapohaft und KZ, Köln 1999, ISBN 3-89705-160-5.
- Seidenweber im Umbruch. Industrie und Arbeiterschaft in Mülheim/Rhein von 1848 bis 1878, Hamburg 2001, ISBN 978-3-88756-031-7.
- Zwischen Kapelle und Fabrik. Die Sozialgeschichte Kalks von 1850 bis 1910, Köln 2008, ISBN 978-3-89498-190-7.
- (mit Eberhard Becker und Michael Werling) Der alte Friedhof in Köln-Kalk Vergangenheit, Gegenwart und Zukunft, Köln 2008, ISBN 978-3-935735-07-0.
- Kölner Sozialgeschichte „von unten“. Gesammelte Aufsätze zur Alltagsgeschichte im 19. und 20. Jahrhundert. Hrsg. von Michael Klöcker, Rheinlandia-Verlag, Siegburg 2009, ISBN 978-3-938535-60-8.
- Mein Freund Jupp. Erzählungen, Schmidt von Schwind, Köln 2008, ISBN 978-3-932050-29-9.
- Unangepasst und widerborstig. Der Kölner Karnevalist Karl Küpper 1905–1970, Ed.Kalk, Köln 2010, ISBN 3-935735-08-1, 3. Auflage 2020.[28]
- Medden us em Levve. RatioBooks, Lohmar 2016, ISBN 978-3-939829-69-0.
- Hrsg. mit Brigitte Bilz: Die Familie Ganz und die Lengfeld’sche Buchhandlung. Lebensgeschichten einer jüdischen Buchhändlerfamilie (Kleine Reihe des NS-Dokumentationszentrums der Stadt Köln, Band 2). Metropol, Berlin 2020, ISBN 978-3-86331-510-8.
- Geschichtswerkstatt Kalk (Hrsg.): Jüdinnen und Juden in Kalk: Eine verdrängte Geschichte. Edition Kalk, Köln 2021, ISBN 978-3-935735-22-3.
- Geschichtswerkstatt Kalk (Hrsg.): Die Geschichte des Kalkberges: Der Brei wird niemals fest. Edition Kalk, Köln 2022, ISBN 978-3-935735-12-4.
- Im Schatten des Doms zu Köln – Bausteine einer Gegengeschichte,  PapyRossa Verlag, Köln 2022, ISBN 978-3-89438-798-3